# Busenje
Busenje (srpski:  Бусење, mađarski: Káptalanfalvá) je naselje u Banatu, u Vojvodini, u sastavu općine Sečanj.

## Stanovništvo
Prema popisu stanovništva iz 2002. godine u naselju Busenje živi 94 stanovnika, od čega 75 punoljetnih stanovnika s prosječnom starosti od 39,6 godina (42,5 kod muškaraca i 37,3 kod žena). U naselju ima 34 domaćinstava, a prosječan broj članova po domaćinstvu je 2,76.
Prema popisu iz 1991. godine u naselju je živjelo 119 stanovnika.
| Etnički sastav 2002. |            |        |
| Narod                | Stanovnika | %      |
| Mađari               | 80         | 85,10% |
| Srbi                 | 14         | 14,89% |
| nepoznato            | 0          | 0,00%  |

| broj stanovnika | 229   | 240   | 224   | 185   | 141   | 119   | 94    |
|                 | 1948. | 1953. | 1961. | 1971. | 1981. | 1991. | 2001. |

## Vanjske poveznice
- Karte, udaljenosti i vremenska prognoza
- Satelitski snimak naselja